# Up for Grabs (videogioco)
Up for Grabs è un videogioco educativo di tipo rompicapo linguistico, pubblicato nel 1983 per Atari 8-bit e Commodore 64 dalla Spinnaker Software di Cambridge (USA). La versione Commodore 64 venne pubblicata anche con il titolo Letter Scrambler nel 1984 circa dalla Maxion Software, sempre di Cambridge. Tutte le suddette edizioni sono su cartuccia. Up for Grabs fu di solito apprezzato dalla critica statunitense per tutte le età; è considerato a volte dalla stampa indipendente come una variante dello Scarabeo.

## Modalità di gioco
Possono partecipare da 1 a 4 giocatori usando joystick e paddle; non ci sono avversari computerizzati, quando si è soli l'obiettivo è massimizzare il punteggio.
La schermata di gioco è divisa in quattro aree rettangolari di colori diversi che rappresentano i tabelloni dove ciascun giocatore posiziona le proprie lettere. I tabelloni dei giocatori non presenti restano visibili anche se inutilizzati.
Al centro dello schermo si trova un cubo che ruota in tre dimensioni, con una lettera su ogni faccia. Le lettere vengono sostituite quando spariscono dalla vista, e alla successiva rotazione sulla stessa faccia del cubo ci sarà una nuova lettera. I giocatori agiscono simultaneamente, ma solo uno alla volta può accedere rapidamente al cubo per prendere una lettera (da cui il titolo Up for Grabs, un modo di dire traducibile "in palio", "a disposizione di tutti"). Il primo che preme il pulsante di fuoco fa apparire una freccia del proprio colore che indica per un istante ciascuna delle facce visibili del cubo, e premendo di nuovo preleva la lettera indicata.
Il giocatore deve quindi posizionare la lettera su una delle caselle del proprio tabellone, usando due selettori di riga e di colonna. L'obiettivo è formare parole di senso compiuto, in orizzontale o in verticale, che possono o meno incrociarsi tra loro.
Una partita è divisa in quattro tempi. Al termine di ogni tempo c'è un breve intermezzo in cui i giocatori possono cancellare eventuali lettere indesiderate dal proprio tabellone. Al termine del quarto tempo i giocatori evidenziano le parole che hanno formato e il computer calcola il punteggio di ciascuno. Ogni lettera effettivamente usata ha un valore che dipende dalla rarità della lettera nella lingua inglese, inoltre le lettere perdono valore in proporzione a quanto tempo sono state visibili sul cubo prima di essere prese. Punti aggiuntivi si ottengono incrociando le parole e posizionando le lettere sopra alcune caselle grigie disposte casualmente sui tabelloni. Le lettere rimaste inutilizzate diventano invece penalità. Il computer non fa alcun controllo sulla validità delle parole, che viene lasciato ai giocatori, pertanto sebbene il gioco sia in inglese è teoricamente possibile giocare con altre lingue.
Ci sono quattro livelli di difficoltà disponibili, che influenzano il numero totale di lettere in gioco e la velocità di rotazione del cubo e della freccia.

## Competizioni
La Spinnaker promuoveva un'associazione chiamata Up for Grabs Player Association (UFGPA) che avrebbe organizzato competizioni regionali e mondiali di Up for Grabs, con un premio "Markson Cup" assegnato al campione mondiale ogni febbraio. Tuttavia non sono state trovate informazioni sull'effettivo svolgimento di competizioni.